# Mendovo
Mendovo (Bulgaars: Мендово) is een dorp in het zuidwesten van Bulgarije. Het dorp is gelegen in de gemeente Petritsj, oblast Blagoëvgrad. Het dorp ligt ca. 65 km ten zuiden van Blagoëvgrad en 143 km ten zuiden van Sofia.

## Bevolking
Op 31 december 2020 telde het dorp Mendovo 64 inwoners. Het aantal inwoners vertoont al jaren een dalende trend: in 1946 woonden er nog 364 mensen in het dorp.
|  |

In het dorp wonen uitsluitend etnische Bulgaren. In de optionele volkstelling van 2011 identificeerden alle ondervraagden zichzelf als etnische Bulgaren. 
| Etnische samenstelling van de respondenten (2011) | Etnische samenstelling van de respondenten (2011) | Etnische samenstelling van de respondenten (2011) | Etnische samenstelling van de respondenten (2011) | Etnische samenstelling van de respondenten (2011) |
| ------------------------------------------------- | ------------------------------------------------- | ------------------------------------------------- | ------------------------------------------------- | ------------------------------------------------- |
|                                                   |                                                   |                                                   |                                                   |                                                   |
| Bulgaren                                          | Bulgaren                                          |                                                   | 100,0%                                            | 100,0%                                            |
| Turken                                            | Turken                                            |                                                   | 0,0%                                              | 0,0%                                              |
| Roma                                              | Roma                                              |                                                   | 0,0%                                              | 0,0%                                              |
| Anders/Onbekend                                   | Anders/Onbekend                                   |                                                   | 0,0%                                              | 0,0%                                              |